# 오스카르 아리아스
오스카르 아리아스 산체스(스페인어: Óscar Rafael de Jesús Arias Sánchez, 1940년 9월 13일 ~ )는 코스타리카의 정치인이다. 1986년 ~ 1990년 대통령이었으며, 2006년 재선되어 2010년까지 재임했다. 1987년 중앙아메리카의 지역 분쟁 해결 노력에 관한 공로로 노벨 평화상을 수상하기도 했다. 현재 Club de Madrid의 일원이다.

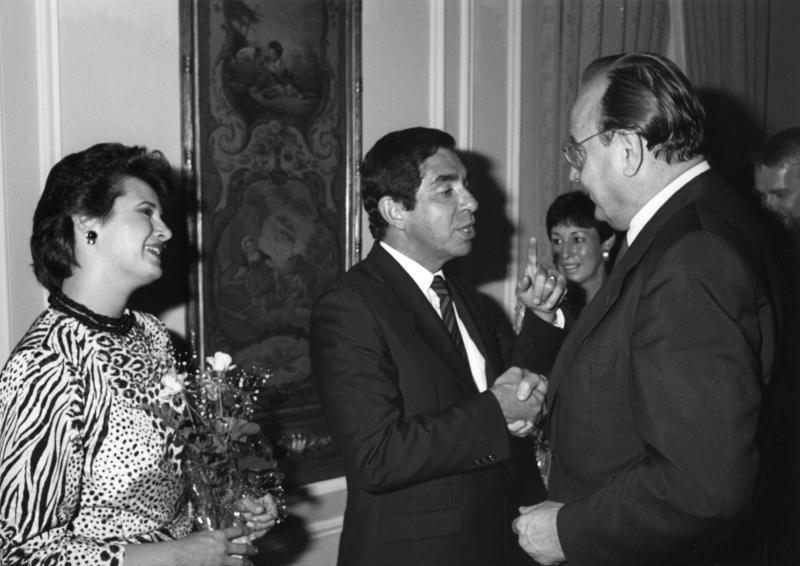
1987년의 오스카르 아리아스

에레디아주 에레디아의 부유한 커피 재배 농가에서 태어났다. 미국 보스턴 칼리지에서 의학을 전공할 예정이었으나, 코스타리카 대학교에서 법학과 경제학을 전공했다. 그 후 영국의 런던 정치경제대학교에 편입하였고, 에식스 대학교에서 정치학 박사학위를 받았다.
코스타리카로 돌아온 후 사회민주주의 계열로 중도 우파인 민족해방당(PNL)에 입당했으며, 정부에서 근무했으며, 국회의원으로 선출되었다. 1986년 국민독립당 후보로 대통령 선거에 출마, 당선되었다. 대통령 취임 후 미국과는 다른 독자적인 외교 정책을 취하면서 인접 중앙아메리카 국가들의 관계 개선에 힘썼다. 그는 니카라과의 산디니스타 민족해방전선 정권에 대해 비판적이었으나, 미국의 지원을 받은 산디니스타 반란군이 코스타리카 내에서 활동하는 것은 허용하지 않았다. 대신 평화안을 제안하여 협상을 이끌어 냈으며, 결국 1987년 8월, 코스타리카와 과테말라, 엘살바도르, 온두라스, 니카라과는 평화안에 서명하였다. 이 공로로 그는 그 해 노벨 평화상을 받았다.

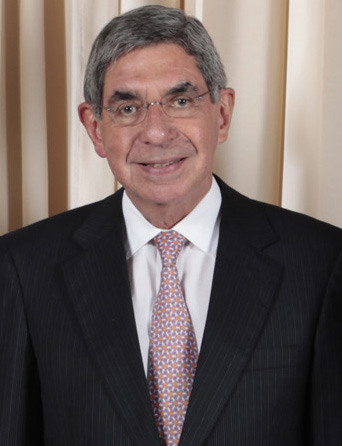
2009년의 오스카르 아리아스

1990년 라틴 아메리카에서는 보기 드물게 임기를 마치고 평화롭게 다음 대통령에게 정권을 이양하고 물러났다. 그 후 평화 재단을 설립하고 국제 평화 운동과 인권 운동에 투신하였다. 2006년 대통령 선거에 다시 출마, 경제 문제 해결을 위해 미국과의 자유 무역 협정 추진을 공약으로 내걸었으며, 다시 당선되어 5월 8일 취임하였다. 2009년 발생한 인근 온두라스의 쿠데타 사태 이후 분쟁 해결을 위한 그의 협상력에 다시 관심이 모아지기도 했다. 그런 가운데 그는 8월 11일 신종 플루에 감염되어 치료를 받기도 했다.